# جيمي باريت
جيمي باريت (بالإنجليزية: Jimmy Barrett) هو لاعب كرة قاعدة أمريكي، ولد في 28 مارس 1875 في Athol, Massachusetts ‏ في الولايات المتحدة، وتوفي في 24 أكتوبر 1921 في ديترويت في الولايات المتحدة.

## وصلات خارجية
- جيمي باريت على موقعبيزبول رفرنس.كوم (الدوري الرئيسي) (الإنجليزية)
- جيمي باريت على موقعبيزبول رفرنس.كوم (الدوري الثانوي) (الإنجليزية)
- جيمي باريت على موقع جمعية أبحاث البيسبول الأمريكية (الإنجليزية)